# 안서연
안서연(2014년 5월 26일 ~ )은 대한민국의 배우, 모델, 유튜버이다.

## 출연

### 방송

#### 드라마
- 2019년 JTBC 《나의 나라》 - 정순공주 역
- 2020년 KBS 2TV 《한 번 다녀왔습니다》 - 송서진 역
- 2020년 KBS 2TV 《바람피면 죽는다》 - 새롬이 역
- 2021년 TvN 《마우스》 - 재희 역
- 2021년 TvN 《홈타운》 - 어린 조정현 역 (한예리 아역)
- 2021년 TvN 《불가살》 - 선희 역

#### 예능
- 2017년 유튜브 《서연튜브》 (웹 예능) - 출연자 (2017.04.14~)

### 광고
- 2021년 삼성전자 삼성 에어드레서 × 배스킨라빈스 × 뽀로로 루피의 드레스룸